# Centrale de Tatan
La centrale de Tatan est une centrale thermique alimentée au gaz naturel située à Taïwan.